# Adirondack Marathon
Adirondack Marathon är ett maratonlopp (42 195 meter) som äger rum i september varje år vid Schroon Lake i Adirondack Mountains, New York, USA. Banan går på en väg runt sjön. Loppets slogan är "The most beautiful 26 miles 385 yards you will ever run." Trots att man kan kvalificera sig till Boston Marathon via loppet, är antalet deltagare relativt lågt, år 2005 fullföljde endast 206 löpare loppet.

## Banan
Adirondack Marathon börjar på Main St. i Schroon Lake Village. Banan går norrut längs Rt. 9 till Alder Meadow Rd. De första 5 600 metrarna är banan relativt plan, men från 5 600 till cirka 10 000 meter är det en höjning på nästan 91 meter, då befinner man sig på banans högsta höjd, 340 meter över havet. På östra sidan av Schroon Lake går banan längs East Shore Dr., en naturskön bergsväg på Adirondack Mountain. Från 10 000 till 13 200 meter går det nedför, cirka 270 meter, men sedan går det uppför igen till 17 700 meter. På denna del har man på många ställen en vacker utsikt över sjön. Banan går åter nedåt allt eftersom man närmar sig samhället Adirondack. Genom samhället är banan plan. När man kommit förbi sjöns södra ände kommer man tillbaka in på Rt. 9 i Pottersville, fortsätter åt norr och går slutligen tillbaka till Schroon Lake Village, och slutar vid Town Beach på Leland Ave.

## Historia
1997 hölls Adirondack Marathon för första gången. Vinnaren på herrsidan var James Garrett på tiden 2:37:21 och på damsidan vann Simone Stoeppler på tiden 3:04:08, vilket fortfarande (2008) står som banrekord. På herrsidan har Peter Heimgartner vunnit loppet sex gånger (98-00, 02, 04, 06), medan den segerrikaste på damsidan, Virginia Rebeuh, har vunnit två gånger (98, 05). Rekordet bland herrarna hålls av David Herr, som 2007 sprang på tiden 2:36:55. Cykelloppet började 2000 och banrekordet sattes 2003 då Chris Klebl kom i mål på tiden 1:46:50.